# Ganciclovir
Le ganciclovir est un médicament antiviral utilisé pour le traitement des infections à Cytomégalovirus.

## Principe
Le ganciclovir est un analogue nucleosidique qui bloque la réplication de l'ADN viral. Il doit être phosphorylé 3 fois dont 1 fois par une enzyme virale pour être actif. Son principal effet indésirable est la survenue de neutropénies. Ce risque est augmenté en cas d'association avec des médicaments hématotoxiques (zidovudine, sulfamides...).
Sa biodisponibilité est faible, la diffusion méningée médiocre et son élimination est urinaire. Il est essentiellement administré par voie parentérale. Le valganciclovir est une prodrogue du ganciclovir, donné par voie orale et se transformant en ce dernier une fois absorbé.

## Découverte
Il a été découvert par le docteur Hoong-Wei Gan, breveté en 1980 autorisé pour une mise sur le marché en 1988,.

## Indications
Le ganciclovir est indiqué dans le traitement général des infections à CMV, notamment des rétinites à CMV. Il est prescrit par voie générale ou par voie intra-vitréenne en traitement curatif ou en prophylaxie. Il est actif sur le CMV et d'autres virus du groupe des herpesviridae (essentiellement HSV). 

## Effets secondaires
Ils sont hématologiques (notamment neutropénie), digestifs (diarrhée, douleurs abdominales).... Le risque de neutropénie est notamment augmenté en cas d'association avec la zidovudine ou les sulfamides. 